# Леонард МакКой
Леонард «Боунз» Маккой (англ. Leonard "Bones" McCoy) — персонаж науково-фантастичного телевізійного серіалу «Зоряний шлях: Оригінальний серіал», мультиплікаційного серіалу «Зоряний шлях: Анімаційні серії» і повнометражних фільмів
- Зоряний шлях: Фільм
- Зоряний шлях 2: Гнів Хана
- Зоряний шлях 3: У пошуках Спока
- Зоряний шлях 4: Подорож додому
- Зоряний шлях 5: Остання межа
- Зоряний шлях 6: Невідкрита країна
- Зоряний шлях: Покоління

## Біографія
Леонард народився в місті Атланта, штат Джорджія, США у подружжя Кароліни і Харрісона (за іншими даними — Девіда) МакКоя. Його дитинство було щасливим, доти, доки його батько не загубився в космосі разом з командою USS «Йорктаун». Його мати померла, а вихованням юного Леонарда зайнявся його дідусь, Ті Джей. Саме Ті Джей, лікар за професією, вплинув на вибір життєвого шляху Леонарда.
Батько Леонарда знайшовся через багато років, коли сам Леонард вже був практикуючим лікарем. Проте його батько мав захворювання, ліків для якого не існувало. Леонард взяв на себе турботу про батька. Коли батькові страждання від хвороби стали нестерпними, він попросив сина відключити його від апаратів підтримання життя і дозволити спокійно померти. Після довгих душевних коливань, Леонард зробив те, про що просив його батько. Цей випадок дуже сильно вплинув на молодого МакКоя, оскільки шість місяців по тому на Альтаірі 6 був розроблений препарат, який здатний був вилікувати хворобу його батька. (Зоряний шлях 5: Останній кордон)
У 2251 Маккой провів велику вакцинацію жителів планети Dramia II, врятував колоніста Кол-Тай від Сауріанского вірусу. Після відльоту медиків майже всі жителі загинули від епідемії чуми, в чому Маккой звинувачував себе. Через 19 років постав перед судом за масові вбивства, був виправданий, коли знайшов ліки.
У 2253 винайшов унікальний спосіб оперування кори головного мозку гуманоїдів.
У 2266 Маккой призначений на USS «Ентерпрайз» NCC-1701, він замінює доктора Марка Пайпера (Dr. Mark Piper), що звільнився. Дуже часто думка доктора не збігається з думкою капітана Джеймса Кірка, але незабаром, з просто службових, їхні відносини стають дружніми. Саме Джеймс Кірк дав Маккою відоме прізвисько — «Боунз», що в різних перекладах означає «Кістлявий», «Костоправ» і, навіть «Кощій».
З Містером Споком відносини будуються на суперечках «логіка проти емоцій», але врешті-решт переходять в дружбу. Через два роки Леонард МакКой смертельно занедужує і подає заяву про звільнення із Зоряного Флоту. Але вчасно знайдені ліки повертають доктора на корабель.
Після закінчення п'ятирічної місії доктор Маккой звільняється і повертається на Землю, де відкриває приватну практику. Він клянеться ніколи не повертатися до Зіркового Флоту, проте через 18 місяців адмірал Ногурі, використовуючи статтю закону про ре-мобілізацію повертає Маккоя (що встиг відростити бороду) в дію. Адмірал Кірк просить доктора МакКоя допомогти йому з проблемою Віджера (V'ger). Після розв'язання кризи Маккой залишається на борту корабля.
У 2285 Маккой і капітан Спок навчають молоду команду, яка буде призначена на «Ентерпрайз» NCC-1701-A, коли Хан Нуньен Сінг нападає на Регулу 1 (Regula 1). Спок, перш ніж увійти в машинне відділення, заповнене радіацією, залишає свою Катру у свідомості Маккоя. Маккой починає божеволіти (як йому здається) і капітан Кірк, ризикуючи кар'єрою, краде корабель і повертається до планети Генезис, щоб знайти тіло Спока.
Через кілька років, при супроводі миротворчої місії Клінгонської імперії, коли корабель Канцлера Горкона був атакований, МакКой і Джеймс Т. Кірк намагаються врятувати життя Канцлера Горкона. Однак це не вдається, їх заарештовують і засуджують до довічного ув'язнення у в'язниці Рура Пента (Rura Penthe Mines). Кірка і МакКоя рятує Спок і «Ентерпрайз» NCC-1701-A.
Доктор Маккой продовжує кар'єру і у 24 столітті, впливаючи на життя Наступного покоління Зоряного Флоту.

## Особисте життя
Коли Леонард Маккой вчився в університеті в Міссісіпі на Землі з 2245-го по 2253-й рік він зустрів тріллку Емон Дакс (Emony Dax), яка прилетіла на Землю на змагання з гімнастики. У них був короткий роман. (The Star Trek Encyclopedia)
Перші серйозні стосунки зав'язалися в Леонарда з Ненсі (Картер). Проте дівчина закохалася в професора археології Картера, з яким і побралася. Вона супроводжувала професора Картера в його археологічних поїздках на розкопки по всій Галактиці. Леонард Маккой ще раз зустрів її, коли якась форма життя набула образу Ненсі, щоб отримати доступ до солей людського тіла.
Леонард Маккой був одружений (Міріам) і у нього народилася дочка, Джоанна (2249). Але його союз з дружиною розпався і Леонард вступив на службу до Зіркового Флоту.
У 2268 на величезному астероїді раси Йонада він зустрічає Натиру, вона закохується в МакКоя і просить, щоб він залишився. Будучи смертельно хворим, він вирішує провести решту життя з нею. Однак знайдені Споком в архівах Йонади ліки дають Маккоєві можливість повернутися до Зоряного Флоту.

## Медичні дослідження
Леонард МакКой — прекрасний лікар, а також вчений. Ці фактори зробили з нього помітну постать у світі медицини 23 століття. Приєднавшись до Зоряного Флоту, він протягом декількох років знаходить і досліджує безліч нових медичних методів, які потім будуть описані в медичних підручниках. Доктор МакКой так само є автором публікацій в «Журналі земного Британського медичного товариства» (Earth-British Medical Society Journal) і «Вселенський скальпель» (Universal Lancet). Важливим помічником у роботі й другом є медсестра Христина Чапел.
Зрозуміло, медичні методи двадцять третього століття досконаліші в технічному плані, але лікарі все ще потребують високого рівня підготовки. Створення рятівних ліків все ще потребує участі компетентної людини. Під час висадки на поверхню планет МакКой бере з собою стандартний набір медичних засобів: медичний трікодер і набір шприців. Медичний трікодер аналізує показання медичного ручного сканера, а також містить безліч медичних рекомендацій.

## He is dead, Jim!
Фраза: «Він мертвий, Джим!», «Я доктор, а не …» є «коронними фразами» доктора Маккоя.